# توكو ماتشيدا
توكو ماتشيدا (待田堂子 ماتشيدا توكو) هي مؤلفة يابانية ولدت في محافظة آيتشي.

## أعمالها في الأنمي

### مسلسلات أنمي تلفزيونية
- لاكي ستار (تأليف الحبكة)
- طريق السلام (تأليف الحبكة)
- إختطاف الذئب (تأليف الحبكة)
- آيدولماستر (تأليف الحبكة)
- كارنفال (تأليف الحبكة)
- ويك أب, جيرلز! (تأليف الحبكة)
- تشايكا أميرة التابوت (تأليف الحبكة)
- تشايكا أميرة التابوت AVENGING BATTLE (تأليف الحبكة)
- دراماتيكال مردر (تأليف الحبكة)
- إختفاء ناغاتو يوكي-تشان (تأليف الحبكة)
- شو باي روك!! (تأليف الحبكة)
- شو باي روك!!# (تأليف الحبكة)
- إندرايد (تأليف الحبكة)
- تشين كرونيكل: نور هيكسيتاس (تأليف الحبكة)
- دايف!! (تأليف الحبكة)
- كاليغولا (تأليف الحبكة)
- هابي شوغر لايف (تأليف الحبكة)
- هاروكانا ريسيف (تأليف الحبكة)
- كيمونوميتشي (تأليف الحبكة)
- إبتسمي على منصة العرض (تأليف الحبكة)
- تامايومي (تأليف الحبكة)

### أنمي الإنترنت
- 7 سيدز (تأليف الحبكة)

### أفلام أنمي
- ويك أب، جيرلز!: النجمات السبع (تأليف النص)

## وصلات خارجية
- توكو ماتشيدا على موقع IMDb (الإنجليزية)
- توكو ماتشيدا على موقع قاعدة بيانات الفيلم (الإنجليزية)
- توكو ماتشيدا على موقع ANN person (الإنجليزية)